# Вайда Шандор Олександрович
Шандор Олександрович Вайда (нар. 14 грудня 1991, Матесалька, Угорщина) — український футболіст угорського походження, півзахисник клубу «Бальмазуйварош».

## Життєпис

### Ранні роки. «Закарпаття»
Шандор Вайда народився 14 грудня 1991 році в угорському місті Матесалька, куди для пологів привіз мати Шандора його батько, Олександр. Виріс на Закарпатті, розпочинав грати в футбол у вигорадовській ДЮСШ. Перший тренер — Іван Іванович Білак. У 15 років на запрошення Олександра Філіпа та Михайла Іваниці перейшов до ужгородської ДЮСШ. Разом з ужгородцями виступав у Вищій лізі ДЮФЛУ. Після закінчення школи відправився на перегляд до першолігового «Закарпаття». Перегляд завершився вдало й у 2008 році Вайда підписав контракт з ужгородським клубом. Оскільки в першій лізі на той час існував ліміт, за яким на полі мали бути вихованці клубної академії, то Шандор отримав шанс проявити себе. Дебютував за першу команду 7 вересня 2008 року в переможному (2:0) домашньому поєдинку 8-о туру першої ліги чемпіонату України проти алчевської «Сталі». Шандор вийшов на поле на 78-й хвилині, замінивши Андрія Ковальчука. Партнерами по команді Вайди були Олександр Надь та Владислав Микуляк. За місце в основному складі молодому гравцеві довелося конкурувати з вихованцем київського «Динамо» Андрієм ковальчуком та вихованцем закарпатського футболу Олександром Смагіним. Проте сезон для молодого футболіста склався вдало: в чемпіонаті України він зіграв 17 матчів, а в кубку України — 1 поєдинок, а за його підсумками «Закарпаття» виграло Першу лігу та отримало путівку до Вищої ліги.
Проте місця в основному складі на матчах Прем'єр-ліги для Шандора не знайшлося, тому новий сезон він розпочав у дублюючому складі, де зіграв 5 матчів.

### Оренда в «Сталь»
Побував на оглядинах в дніпропетровському «Дніпрі», проте в останній момент відмовився від трансферу й повернуввся в Охтирку. Проте через відсутність ігрової практики в першій команді погодився перейти до друголігової дніпродзержинської «Сталі». Дебютував за дніпродзержинців 13 вересня 2009 року в програному (0:2) виїзному поєдинку 8-о туру групи Б проти ФК «Полтави». Вайда вийшов на поле в стартовому складі, а на 60-й хвилині його замінив Микола Гуторов. У складі «Сталі» відзначився й дебютним голом у професіональній кар'єрі, 16 травня 2010 року на 56-й хвилині нічийного (3:3) виїзного поєдинку 24-о туру групи Б проти донецького «Олімпіка». Вайда вийшов на поле в стартовому складі, а на 72-й хвилині його замінив Сейхан Алієв. Під керівництвом Сергія Задорожного належав до основної обойми гравців. Того сезону в Другій лізі відіграв 14 матчів та відзначився 1 голом.

### Виступи на аматорському рівні
По завершенні оренди повернувся до «Закарпаття», але тодішній головний тренер ужгородців Ігор Гамула також не бачив Шандора в складі команди. Тому футболіт підтримував форму в аматорських клубах. Вситупав у ФК «Середнє» в чемпіонаті Закарпатської області. Також декілька місяців відіграв у «Берегвідейку», в якому на той час виступало багато гравців з досвідом виступів на професіональному рівні. За цей час встиг взяти участь у фінальному поєдинку аматорського кубку України проти «Словхліба» та допомогти своїй команді завоювати трофей.

### Вояж до Чехії
Через колишнього одноклубника Чарльза Невуче вийшов на словацьких футбольних агентів, які допомогли Вайді працевлаштуватися в празькій «Дуклі». Команда напередодні приходу Шандора повернулася до еліти чеського футболу. Тренер чеського клубу шукав підсилення для команди, а Вайду розглядав як потенційного гравця основи. Проте через відсутність ігрової практики в «Закарпатті» відправив українця набирати оптимальні кондиції в дубль команди, який на той час виступав у третій лізі чеського чемпіонату. На той час у «Дуклі» виступав українець Іван Фіцай та майбутній нападник полтавської «Ворскли» Іван Лієтава. Того сезону Шандор зіграв у 8-и матчах чемпіонату та відзначився 1 голом. По завершенні сезону повернувся на батьківщину, «Дукла» запропонувала ще один сезон провести в їх дублі, але Шандор відмовився.

### «Славутич»
У 2012 році на правах вільного агента приєднався до черкаського «Славутича». Дебютував у футболці черкащан 29 липня 2012 року в переможному (2:1) домашньому поєдинку 3-о туру Групи А другої ліги проти стрийської «Скали». Вайда вийшов на поле в стартовому складі, а на 86-й хвилині його замінив В'ячеслав Ткаченко. У новому клубу став одним з основних гравців, виконував стандартні положення. Дебютним голом за «Славутич» відзначився 11 серпня 2012 року на 63-й хвилині програного (2:3) домашнього поєдинку 5-о туру групи А другої ліги проти київської «Оболоні-2». Шандор вийшов на поле в стартовому складі, на 76-й хвилині отримав жовту картку, а на 77-й хвилині його замінив Дмитро Кошелюк. За підсумками першої частини сезону 2012/13 років у чемпіонаті України зіграв 18 матчів та відзначився 4-ма голами, ще 2 поєдинки (1 гол) провів у кубку України. По завершенні контракту залишився в Черкасах, новий тренер черкасців Сергій Пучков вирішив переглянути футболіста, але контракт так і не було підписано.

### «Нафтовик-Укрнафта»
Під час зимової перерви сезону 2012/13 років на запрошення головного тренера команди Євгена Яровенка прибув на перегляд, який успішно пройшов й наприкінці лютого підписав контракт з «Нафтовиком-Укрнафтою». У новому клубі обрав собі 37-й номер, під яким раніше виступав Марат Даудов. Дебютував у складі охтирців 6 квітня 2013 року в програному (1:2) домашньому поєдинку 24-о туру першої ліги проти алчевської «Сталі». Вайда вийшов на поле на 75-й хвилині, замінивши Олег Єрмака. Дебютним голом у складі охтирського колективу відзначився 26 травня 2013 року на 68-й хвилині переможного (5:1) виїзного поєдинку 32-о туру проти білоцерківського «Арсенала». Вайда вийшов на поле на 58-й хвилині, замінивши Олексія Разуваєва. 2 червня 2014 року потрапив до символічної збірної 30-о туру Першої ліги на позиції правого півзахисника за версією інтернет-видання UA-Футбол. В охтирці відіграв два з половиною сезони, за цей час у чемпіонаті України зіграв 40 матчів та відзначився 2-а голами. Наприкінці листопада 2014 року отримав статус вільного агента

### «Бальмазуйварош»
На початку лютого 2015 року відправився на перегляд до клубу «Бальмазуйварош», який на той час в Nemzeti Bajnoksag II посідав останнє 16-е місце. Перегляд пройшов успішно й Шандор підписав контракт з клубом. Допоміг своїй команді уникнути вильоту, а згодом й вийти до еліти угорського футболу. На даний час один з основних футболістів «Бальмазуйвароша», при чому в команді не вважається легіонером, оскільки має угорський паспорт.

## Заборона в'їзду на територію України
26 червня 2018 року СБУ заборонила футболісту в'їзд на територію України через виступи за по факту сепаратистську команду українських угорців «Kárpátalja» та участь з командою у чемпіонаті світу з футболу серед невизнаних країн і територій.

## Досягнення

### На професіональному рівні
- Перша ліга чемпіонату України
  -  Чемпіон (1): 2008/09

### На аматорському рівні
- Кубок України (аматори)
  -  Володар (1): 2010